# François Ewald
François Ewald, född 29 april 1946 i Boulogne-Billancourt, är en fransk marxistisk filosof. Under 1970-talet var han assistent åt Michel Foucault.